# Gornja Šemnica
Gornja Šemnica – wieś w Chorwacji, w żupanii krapińsko-zagorskiej, w gminie Radoboj. W 2011 roku liczyła 627 mieszkańców.